# Al Quoz
Al Quoz (tiếng Ả Rập: القوز), hay Al Goze, là một cộng đồng ở Dubai, Các Tiểu vương quốc Ả Rập Thống nhất (UAE). Al Quoz nằm ở phía tây Dubai. Phía bắc giáp Al Wasl và phía tây giáp Umm Al Sheif, Al Manara và Al Safa, tạo thành một hình chữ nhật dài giữa đường Al Khail và Sheikh Zayed.

## Cơ quan
Al Quoz bao gồm một khu dân cư chủ yếu ở phía đông bắc và một khu công nghiệp ở phía tây nam với bốn khu vực phụ.
Các khu dân cư của Al Quoz 1, 2 và 4 là nơi sinh sống của các gia đình chủ yếu là người Dubai. Mới được phát triển (2012) Al Quoz 2 nằm ở phía nam đường Al Khail về phía Meydan. Nó có Công viên Pond mới. Đối với Al Quoz 3, nó chủ yếu là công nghiệp.
Các khu công nghiệp Al Quoz 1, 2, 3 và 4 nằm ở phía tây nam của hình chữ nhật, và đang được Dubai phát triển thành một khu công nghiệp và nhà ở đại chúng. Nó phục vụ các dự án phát triển như Dubai Marina và khu tự do ở Jebel Ali cũng như nhiều khách sạn Dubai bằng cách tạo nơi ở cho 2.000 lao động hoặc nhân viên.

## Sự kiện
Vào tháng 3 năm 2007, những người lao động từ công nghiệp Al Quoz đã nổi loạn, một phần của cuộc biểu tình mạnh mẽ hơn 8.000 người chống lại các công ty hợp đồng, đòi hỏi điều kiện sống tốt hơn và tăng lương lên 200 AED (55 đô la Mỹ) và trợ cấp thực phẩm là 150 AED (42 đô la Mỹ) mỗi tháng.
Vào ngày 26 tháng 3 năm 2008, một vụ nổ xé toạc hai nhà kho trong khu công nghiệp Al Quoz đã giết chết ít nhất hai người. Vụ nổ bắt nguồn từ một kho chứa khí và sau đó đốt cháy một nhà kho bên cạnh chứa pháo hoa. Ngọn lửa từ vụ nổ lan sang bảy mươi nhà kho gần đó, gây thiệt hại ít nhất 600.000.000 AED (170 triệu USD). Các mảnh vỡ từ kho xăng và kho pháo hoa đã rơi xuống khu cộng đồng Al Safa và Jumeirah. Đây là tai nạn công nghiệp thứ bảy ở Al Quoz trong năm năm.